# Килия
Килия́ (укр. Кілія, рум. Chilia, от греч. Αχιλλεια — Ахиллия, Новая Килия) — город в Измаильском районе Одесской области Украины. Административный центр Килийской городской общины. До 2020 года был центром упразднённого Килийского района. Находится на берегу Килийского и Степового устья реки Дунай.

## История
В XIV веке город принадлежал Золотой Орде и был её самым западным городом. Килия в то время была крупным центром генуэзской торговли, где находилась итальянская колония с консулом во главе. Дельта Дуная, где была основана Килия, болотиста, прорезана густой сетью рукавов и озёр. Вершина дельты сначала распадается на Килийское и Тульчинское гирло. Через 17 км ниже по течению Тульчинское гирло разделяется на Георгиевское гирло и Сулинское гирло.
Килийское гирло в границах территории Украины создаёт так называемую Килийскую дельту, которая является наиболее быстротечной частью дельты Дуная.
На южном берегу Килийского гирла Дуная расположилась Килия-Веке, то есть Старая Килия, а на северном была возведена крепость, контролировавшая устье Дуная и выход в Чёрное море, Килия-Нова.
- 1352—1359 — город находился в составе Венгерского государства
- 1359—1484 — Молдавского княжества
- 1484—1812 — Османской империи

После разгрома казачьего восстания Булавина, 23 августа 1708 года, множество казаков-некрасовцев бежало на южный берег Дуная и далее в Османскую империю, и осело в Килии и соседних сёлах жудеца Жубрияны: Слава-Черкасская и Слава-Русская. Образовалась русская казачья диаспора казаков-старообрядцев (липован). В результате уничтожения по приказу Петра I Запорожской Сечи, вступившей в союзнические отношения с Карлом XII, в Килию перебралась часть казаков-запорожцев. Так возникло северное поселение Килии.
Во время русско-турецкой войны 1787—1791 годов крепость Килия, контролировавшая нижнюю часть устья Дуная, была взята 18 октября 1790 года русскими войсками под командованием генерала И. В. Гудовича. Крепость была разрушена, от неё остался только водяной ров. Но в состав России Килия вошла только после Бухарестского мирного договора 1812 года.
- 1812—1856 — Российской империи
- 1856—1859 — снова в составе Молдавского княжества, после поражения России в Крымской войне
- 1859—1878 — Румынии (после объединения Валахии и Молдавии)
- 1878—1918 — после русско-турецкой войны 1877—1878 годов — снова в составе Российской империи.

По данным переписи 1897 года в городе жили 11 618 человек, из них 4 555 (39,21 %) указали украинский (в переписи — «малорусский») язык родным, румынский — 2 495 (21,48 %), русский («великорусский») — 2 200 (18,93 %), идиш («еврейский») — 2 144 (18,45 %), другие языки — 224 (1,93 %).
- 1918—1940 — входила в состав Румынии
- 1940—1941 — СССР (южная Бессарабия была включена в состав УССР)
- 1941—1944 — в ходе 2-й Мировой войны оккупирована Румынией, освобождена в ходе советского десанта 25 августа 1944 года
- 1944—1991 — вновь в составе СССР (УССР)
- с 1991 года в составе Украины.

|  |  |

## Население
По данным переписи населения Украины 2001 года, общее количество жителей составляло 22 773 человек. Украинцы составляли 55,41 % населения, русские — 28,41 %, молдаване — 9,67 %, болгары — 3,63 %.

### Языковой состав
Родной язык населения по данным переписи 1897 года:
| Язык       | Численность, чел. | Доля     |
| ---------- | ----------------- | -------- |
| Украинский | 4 555             | 39,21 %  |
| Румынский  | 2 495             | 21,48 %  |
| Русский    | 2 200             | 18,93 %  |
| Идиш       | 2 144             | 18,45 %  |
| Другие     | 224               | 1,93 %   |
| Итого      | 11 618            | 100,00 % |

Родной язык населения по данным переписи 2001 года:
| Язык       | Численность, чел. | Доля     |
| ---------- | ----------------- | -------- |
| Украинский | 9 052             | 39,56 %  |
| Русский    | 12 700            | 55,50 %  |
| Молдавский | 671               | 2,93 %   |
| Болгарский | 268               | 1,17 %   |
| Другое     | 193               | 0,84 %   |
| Итого      | 22 884            | 100,00 % |

Украинский язык является основным и единственным официальным языком города.
Вторжение России на Украину спровоцировало новую волну украинизации в городе, всё больше людей предпочитают говорить на украинском языке.
По данным Государственной службы статистики Украины в 2023/24 учебном году из 262 998 учащихся в учреждениях общего среднего образования в Одесской области 261 228 (99,33 %) обучались в украиноязычных классах, 1 335 (0,51 %) — в молдавоязычных, 400 (0,15 %) — в румыноязычных, 35 (0,01 %) — в болгароязычных. В украиноязычных классах учились все ученики в городской местности.

## Экономика
В городе находятся судоремонтный завод КССРЗ (Килийский Судостроительно-Судоремонтный Завод), ООО «Титан» — ТМ Килия (мясная, молочная продукция, пиво), речной порт, являющийся основным перевалочным пунктом на маршруте Чёрное море — Дунай, и ряд других крупных предприятий города.
Килия — крупнейший на Украине центр по выращиванию риса. Рисовые чеки протянулись на много километров вдоль Дуная. Это привело к повышению уровня грунтовых вод и засолению почв.
В Килии находится крупнейшая на Украине солнечная электростанция, пиковая мощность 54,8 МВт.

## Архитектурные памятники

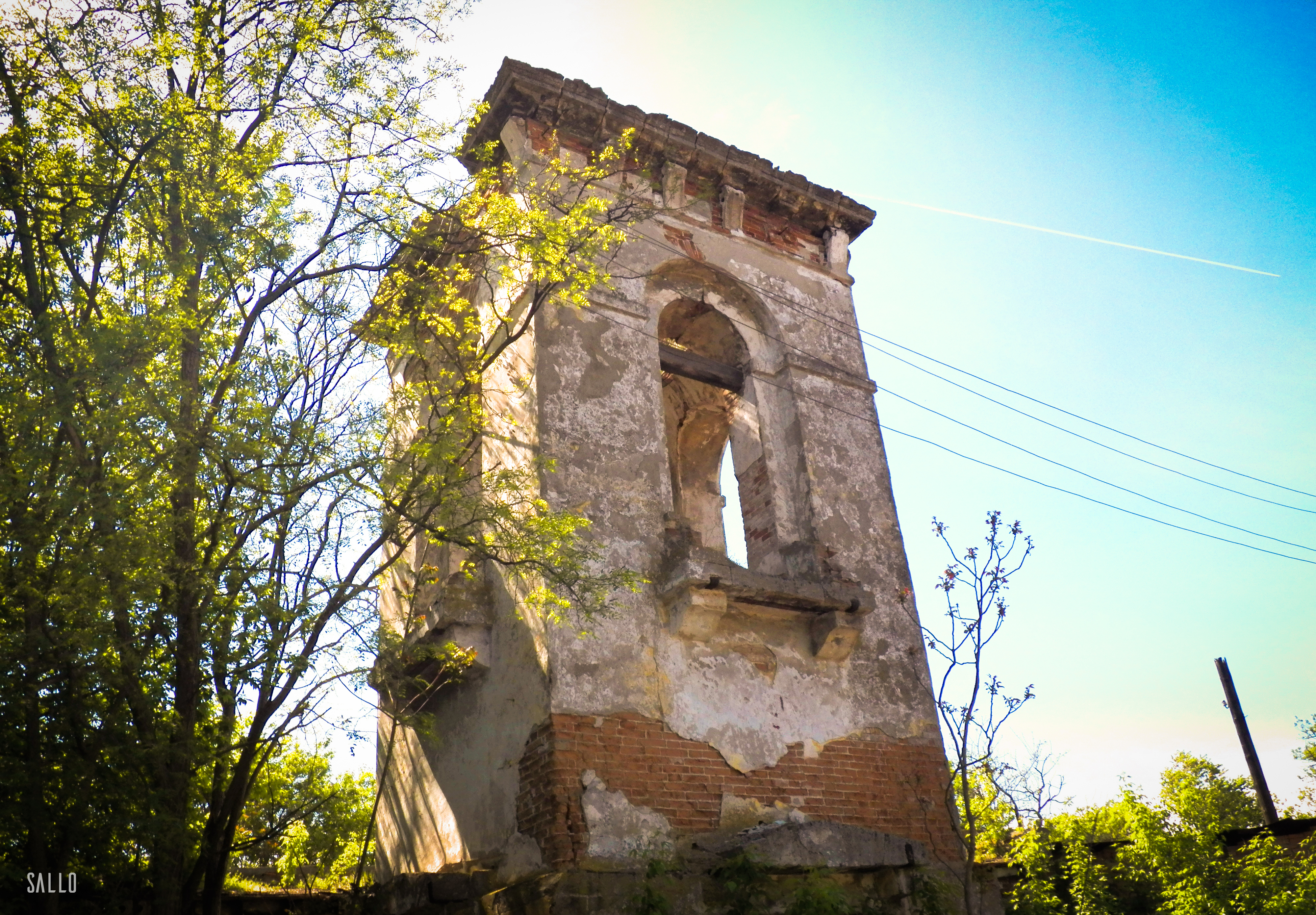
Колокольня разрушенной церкви Успения Божьей Матери

Церковь Успения Божьей Матери которая была построена в XV веке по указанию молдавского господаря Стефана III. По проекту византийского архитектора и военного инженера И. Привани, который придал храму некоторые черты Софии Константинопольской. В 1825—1830 годах у главного входа в церковь была сооружена двухъярусная колокольня. В 1947 году древний храм сровняли с землёй. Сейчас сохранились лишь остатки колокольни.
- Килийская крепость (находилась на берегу Дуная в торце современных улиц Мира, Гагарина и Суворова); сейчас на её месте порт, элеватор и городской парк; сохранились два пруда, образованных бывшим рвом.
- Церковь Святого Николая, построенная в XVII веке.
- Дмитровский собор (ул. Дмитриевская), XIX век.
- Церковь Покрова Богородицы или Покровский собор (между ул. Гагарина и Суворова), XIX век.
- Старообрядческая Покровская церковь (ул. Соловьёва), построена в 1912—1916 гг.
- Старинное еврейское кладбище.

## Галерея

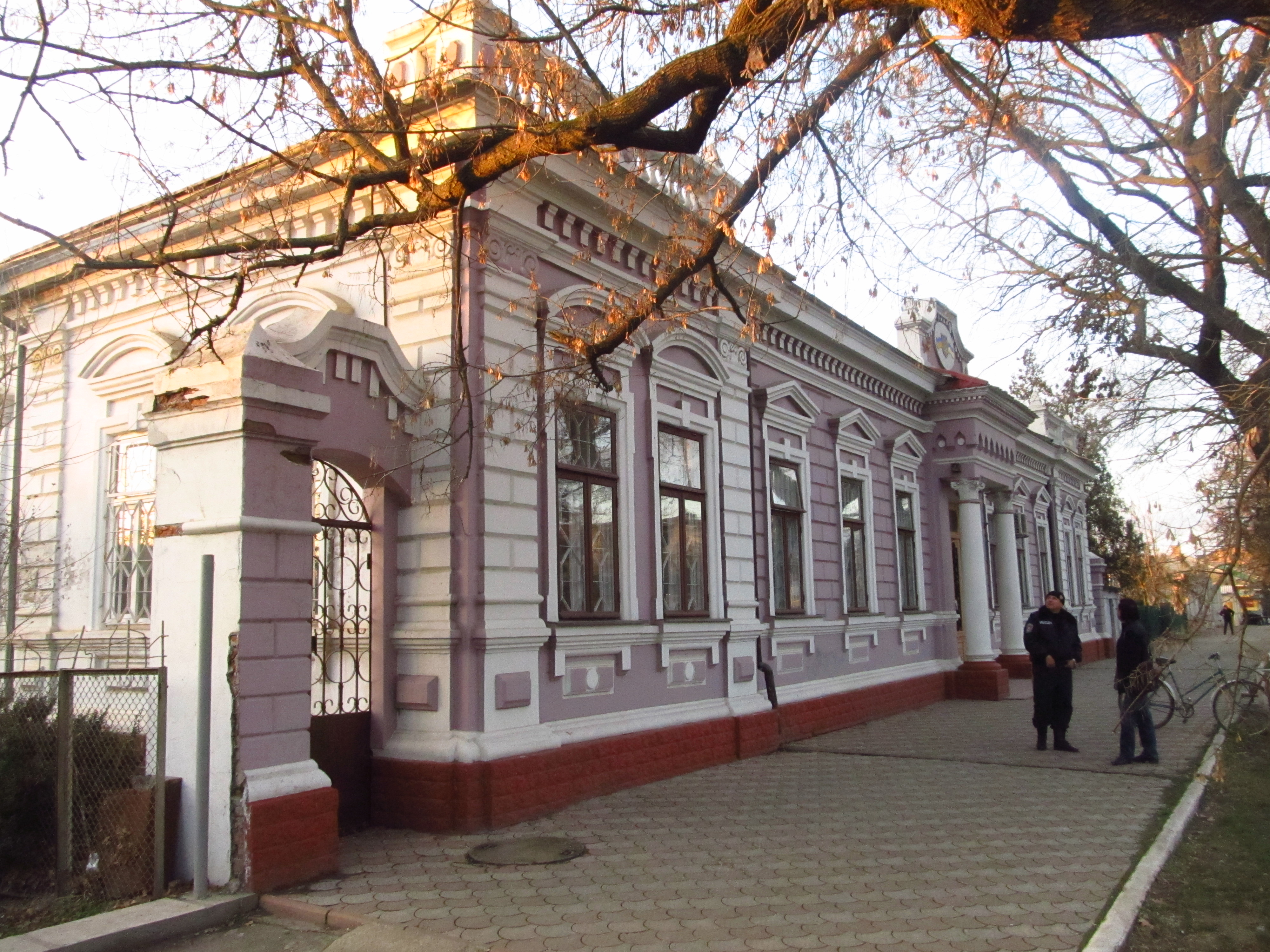
Архитектура зданий в Килии
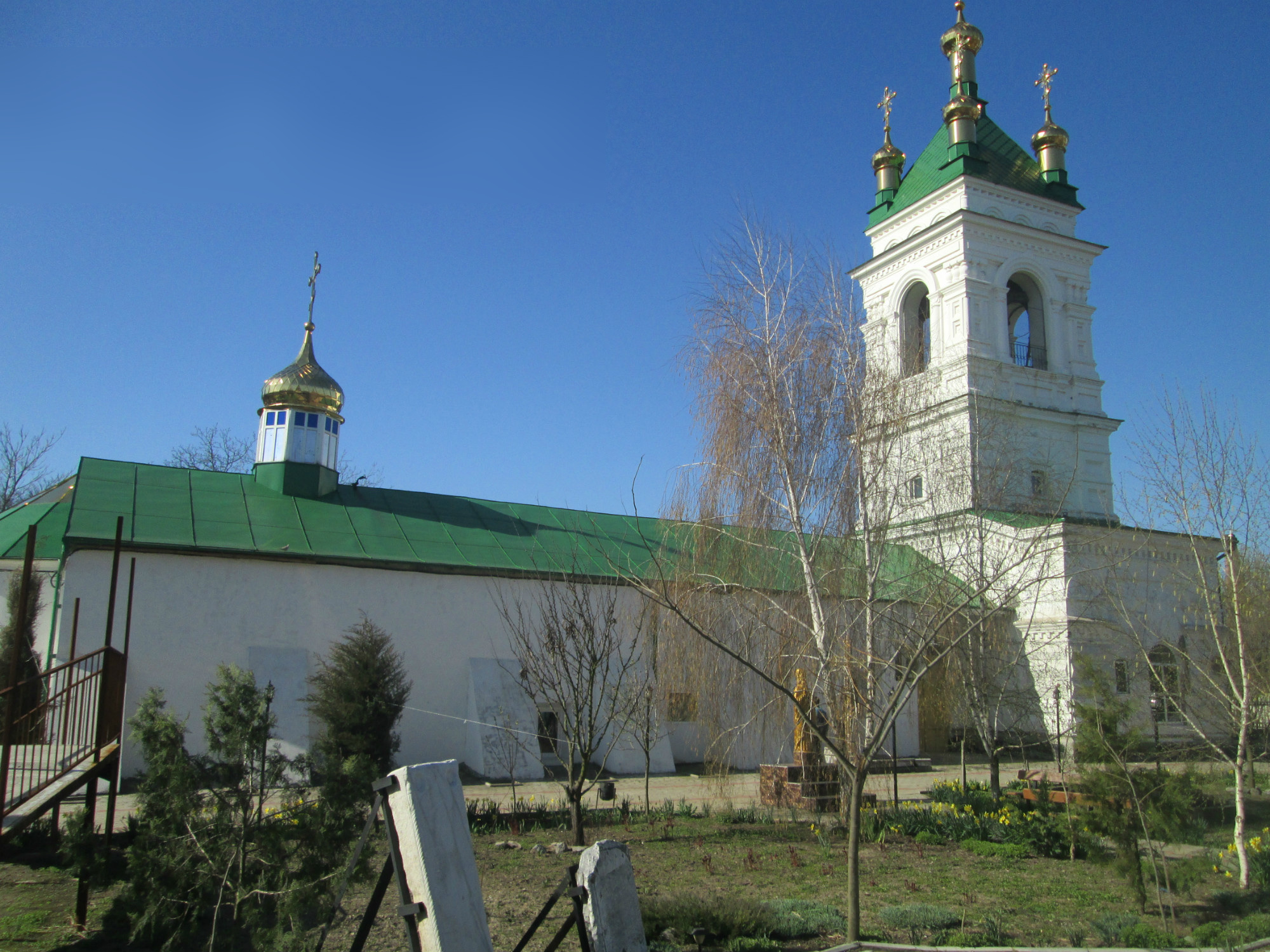
Храм Святого Николая
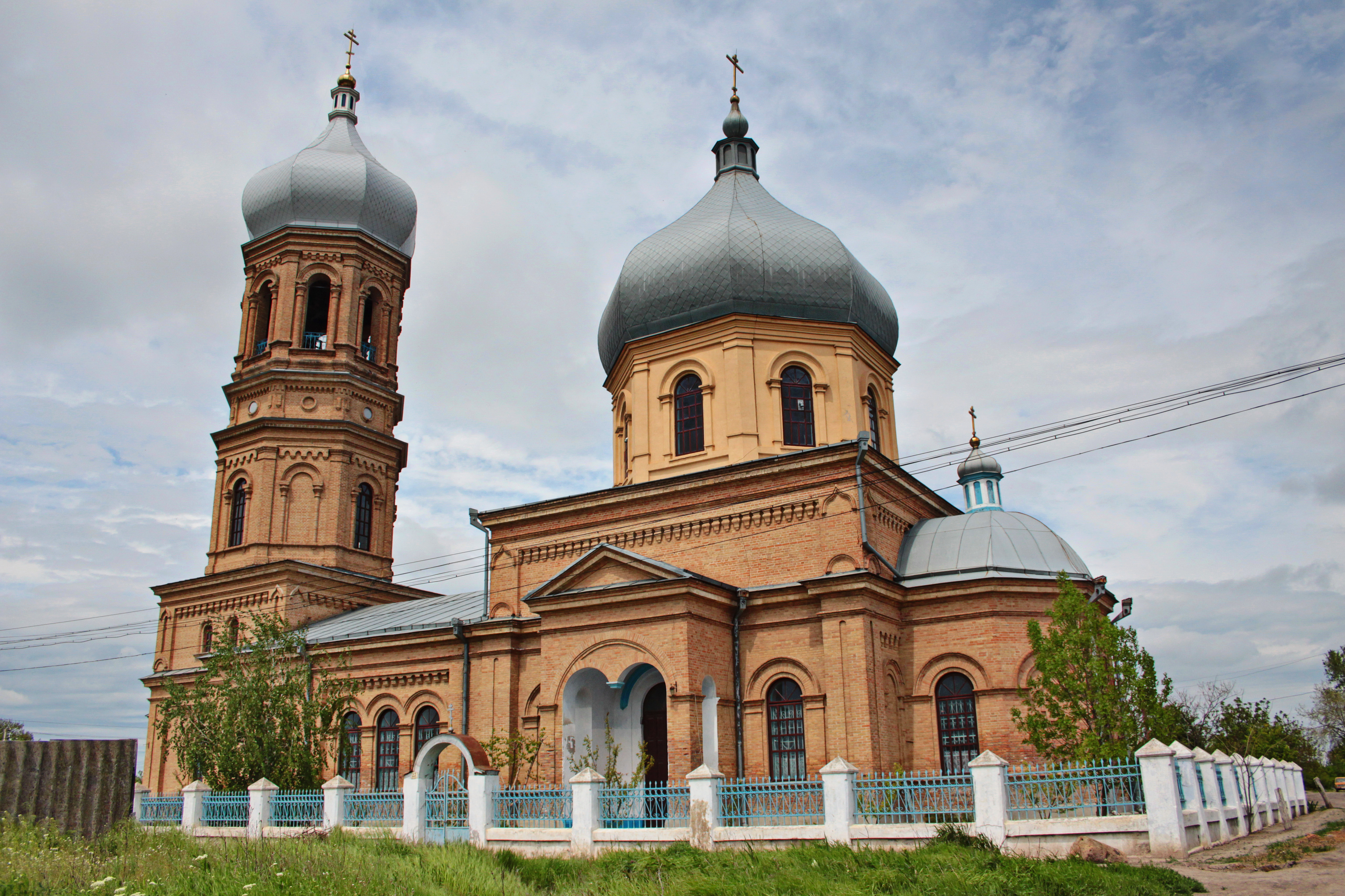
Старообрядческий храм
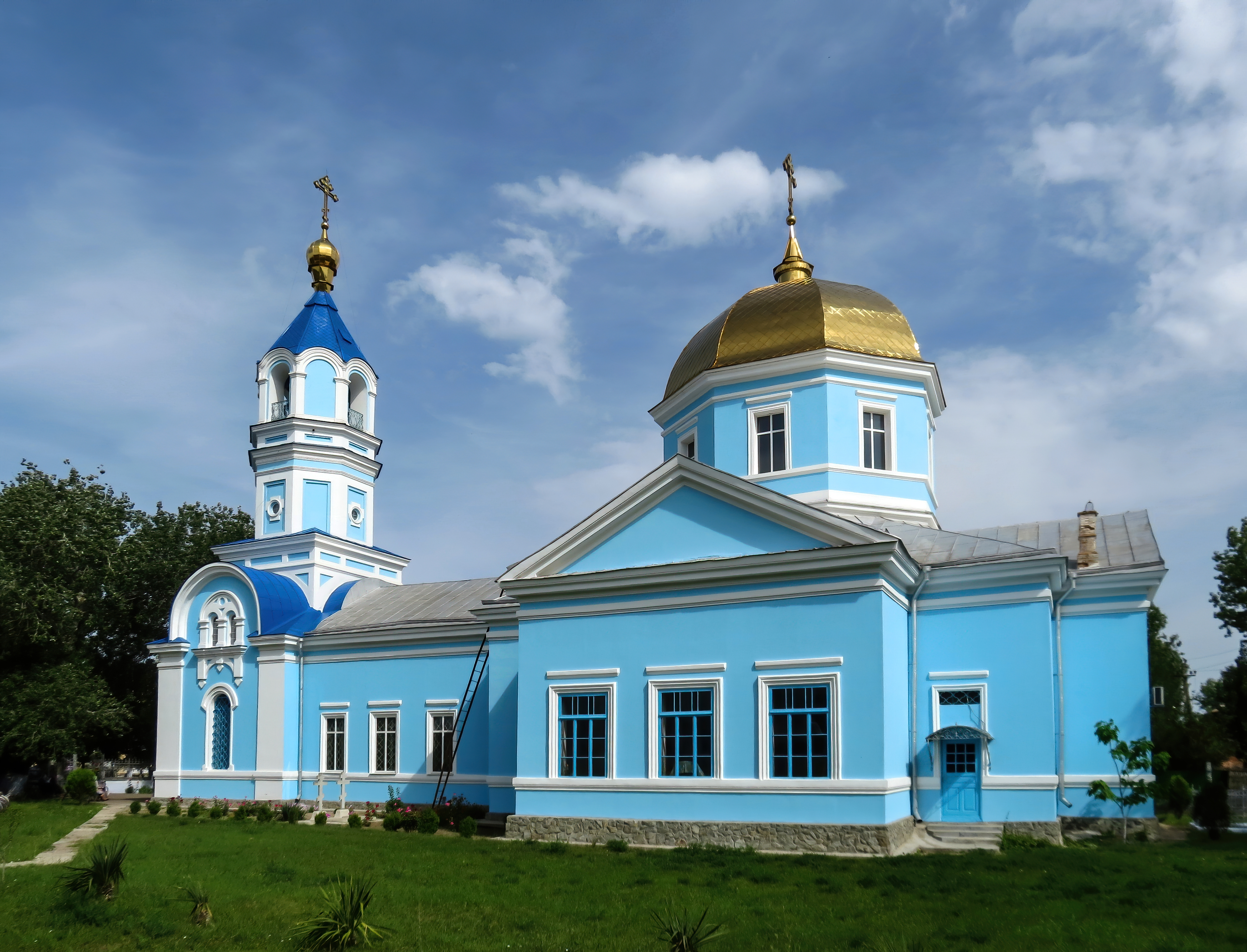
Храм Покрова Пресвятой Богородицы
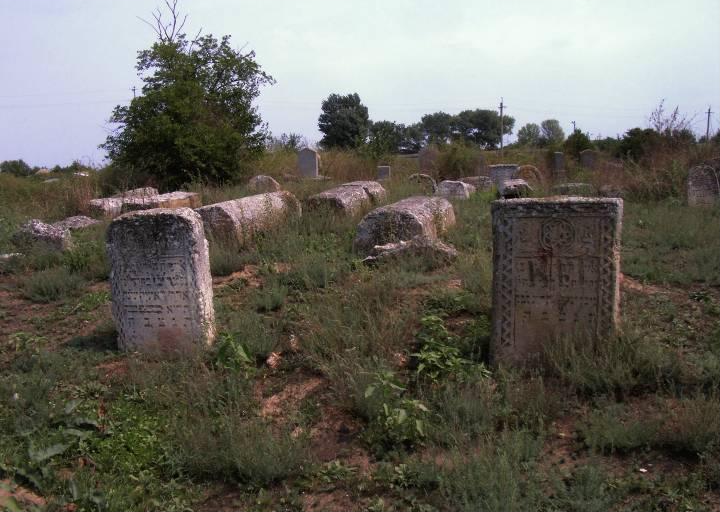
Старинное еврейское кладбище